# Pasteurellose
Pour l'aspect législatif en France, voir Pasteurelloses (maladie professionnelle).
 Mise en garde médicale
La pasteurellose est une maladie infectieuse causée par des bactéries du genre Pasteurella, principalement Pasteurella multocida.Cette pathologie affecte une large gamme d'animaux, y compris les mammifères et les oiseaux, et peut occasionnellement toucher les humains. Chez l'humain, le plus souvent il s'agit d'une inoculation par morsure ou griffure de chien ou de chat (portage autour de 40 à 50 % d'entre eux). La pasteurellose est souvent associée à des infections respiratoires, mais elle peut également provoquer des septicémies et d'autres affections systémiques. Les animaux domestiques et d'élevage, tels que les bovins, les ovins, et les volailles, sont particulièrement vulnérables, ce qui en fait une préoccupation majeure pour l'industrie agricole. Les symptômes varient selon l'espèce infectée et peuvent inclure de la fièvre, une perte d'appétit, des difficultés respiratoires, et des lésions cutanées. La transmission se fait généralement par contact direct avec des animaux infectés ou des vecteurs contaminés,.
Elle se manifeste par l'apparition en moins de 24 heures de douleurs très vives associées à un aspect local très inflammatoire.

Le traitement repose sur l'antibiothérapie (cyclines ou association amoxicilline-acide clavulanique)
De nombreuses espèces peuvent être porteuses de ces bactéries, dont des espèces de gibier consommées par l'homme, dont le sanglier.